# WFV-Pokal 1991/92
Der WFV-Pokal 1991/92 war die 40. Austragung des Pokalwettbewerbs der Männer im württembergischen Amateurfußball. Titelverteidiger war die TSG Backnang 1919. Im Finale am 19. Mai 1992 setzte sich der im Ulmer Donaustadion gastgebende Oberligist SSV Ulm 1846 in der Verlängerung mit einem 3:2-Finalsieg über den Verbandsligisten VfR Aalen durch und wurde zum vierten Mal Landespokalsieger.

## Hintergrund
Zum fünften Mal stand der SSV Ulm 1846 bzw. einer seiner Vorgängervereine im Endspiel. 1957 hatte der 1. SSV Ulm 1928 den 1. FC Eislingen im Endspiel besiegt, 1982 und 1983 folgten gegen die Amateurmannschaft des VfB Stuttgart bzw. den 1. Göppinger SV zwei weitere Titelgewinne, in deren Folge die „Spatzen“ gemeinsam mit den VfB-Amateuren zum Rekordpokalsieger aufstiegen. Mit dem Titelgewinn 1992 wurden sie erstmals alleiniger Rekordhalter. In der Oberliga-Spielzeit 1991/92 spielte die Mannschaft um die Rückkehr des Klubs in die 2. Bundesliga, hinter dem SSV Reutlingen 05 reichte es jedoch nur zur Vizemeisterschaft. Damit war sie für die deutsche Amateurmeisterschaft 1992 qualifiziert, in der sie hinter der SpVgg Bad Homburg als Gruppenzweite ausschied.
Der VfR Aalen erreichte zwanzig Jahre nach dem ersten Titelgewinn zum fünften Mal das Endspiel um den Landespokal. Durch Endspielsiege gegen den FV Biberach 1979 und die TSG Giengen 1986 waren die Ostälbler damit mit den VfB-Amateuren und dem SSV Ulm 1846 gleichauf gezogen. Seit dem Oberliga-Abstieg 1990 spielte die Mannschaft in der Verbandsliga. Im Sommer 1991 hatte Helmut Dietterle das Traineramt übernommen, der 1972 beim ersten Pokaltriumph auf dem Feld gestanden hatte. In der Meisterschaft erreichte er mit dem Klub den achten Tabellenrang, 14 Punkte hinter dem gleichauf liegenden Spitzenduo aus den Vorjahresabsteigern und damit Oberliga-Wiederaufsteigern VfL Kirchheim/Teck und SC Geislingen.
Der Titelträger SSV Ulm 1846 war bereits als Gruppenzweiter der Deutsche Amateurmeisterschaft am DFB-Pokal 1992/93 teilnahmeberechtigt, so dass neben dem unterlegenen Finalisten VfR Aalen ein weiterer württembergischer Teilnehmer ausgespielt werden musste. Im Duell der unterlegenen Halbfinalisten setzte sich der VfR Heilbronn am 15. Juli 1992 mit einem 3:0-Erfolg über die Sportvg Feuerbach im Frankenstadion Heilbronn durch. Alle drei württembergischen Teilnehmer erhielten in der ersten Hauptrunde ein Freilos. Der SSV Ulm 1846 erreichte nach einem 2:1-Erfolg gegen den SV Post T. Neubrandenburg die dritte Hauptrunde, in der sich der Bundesligist Borussia Dortmund mit einem 3:1-Erfolg in Ulm durchsetzte. Der VfR Aalen scheiterte in der zweiten Hauptrunde nach einer 1:2-Heimniederlage am Zweitligisten FC 08 Homburg. Auch der VfR Heilbronn kam bis zur dritten Hauptrunde: nach einem 3:0-Auswärtserfolg bei TuS Hoppstädten war Bundesligist TSV Bayer 04 Leverkusen zu stark und setzte sich mit einem 2:0-Erfolg durch.

## Achtelfinale
| Datum             |                              | Ergebnis        |                        |
| ----------------- | ---------------------------- | --------------- | ---------------------- |
| 21. Dezember 1991 | TV Darmsheim                 | 0:2             | VfR Aalen              |
| 21. Dezember 1991 | Sportvg Feuerbach            | 2:0             | 1. Göppinger SV        |
| 21. Dezember 1991 | VfR Heilbronn                | 0:0 (4:3 i. E.) | VfL Nagold             |
| 8. Februar 1992   | FC Wangen 05                 | 2:3             | VfL Sindelfingen       |
| 9. Februar 1992   | SSV Ulm 1846                 | 13:1 1          | SpVgg Au/Iller         |
| 9. Februar 1992   | SV Bonlanden                 | 1:0 n. V.       | VfB Stuttgart Amateure |
| 9. Februar 1992   | Stuttgarter Kickers Amateure | 0:4             | SSV Reutlingen 05      |
| 22. Februar 1992  | TSV Rohr                     | 1:4             | VfL Pfullingen         |

## Viertelfinale
| Datum          |                       | Ergebnis        |                        |
| -------------- | --------------------- | --------------- | ---------------------- |
| 20. April 1992 | SSV Ulm 1846 (OL)     | 3:0             | SV Bonlanden (LL)      |
| 20. April 1992 | VfL Sindelfingen (OL) | 1:4             | Sportvg Feuerbach (LL) |
| 20. April 1992 | VfL Pfullingen (LL)   | 0:4             | VfR Heilbronn (VL)     |
| 20. April 1992 | VfR Aalen (VL)        | 0:0 (4:2 i. E.) | SSV Reutlingen 05 (OL) |

## Semifinale
| Datum       |                         | Ergebnis |                   |
| ----------- | ----------------------- | -------- | ----------------- |
| 5. Mai 1992 | VfR Heilbronn (VL)      | 1:4      | SSV Ulm 1846 (OL) |
| 5. Mai 1992 | FSportvg Feuerbach (LL) | 0:2      | VfR Aalen (VL)    |

## Endspiel
| SSV Ulm 1846                       | SSV Ulm 1846 | VfR Aalen | VfR Aalen |
| ---------------------------------- | --- | --- | --------- |
| SSV Ulm 1846                       | \| 19. Mai 1992 in Ulm (Donaustadion) \| \| Ergebnis: 3:2 n. V. (2:2, 2:1) \| \| Zuschauer: 800 \| \| Schiedsrichter: Ebel Bad Saulgau \| | \| 19. Mai 1992 in Ulm (Donaustadion) \| \| Ergebnis: 3:2 n. V. (2:2, 2:1) \| \| Zuschauer: 800 \| \| Schiedsrichter: Ebel Bad Saulgau \| | VfR Aalen |
| SSV Ulm 1846                       | Alfred Weh – Hans-Joachim Seuferlein – Dieter Märkle, Steffen Grimminger – Torsten Raspe (95. Volker Geywitz), Ralf Allgöwer, Klaus Perfetto, Dieter Simon, Josef Panchárte – Hermann Rudolf (73. Thomas Siegmund), Thomas Jäger Cheftrainer: Paul Sauter | Norbert Landgraf – Slobodan Pajic, Wolfgang Frey, Joachim Lippmann – Semih Tafrali (109. Elefterios Chatzikiriakos), Hüsken, Armin Knecht, Marc-Oliver Gegner – Joachim Zeller, Jürgen Schichta (95. Stevan Popov), Kurt Ilg Cheftrainer: Helmut Dietterle | VfR Aalen |
| SSV Ulm 1846                       | 1:0 Jäger (38.) 2:1 Perfetto (45., Foulelfmeter) 3:2 Jäger (106.) | 1:1 Pajic (22.) 2:2 Gegner (70.) | VfR Aalen |
| SSV Ulm 1846                       | Jäger, Panchártek, Siegmund | Zeller, Knecht, Ilg | VfR Aalen |
| SSV Ulm 1846                       | Popov (98.) | | VfR Aalen |
| 19. Mai 1992 in Ulm (Donaustadion) | | |           |
| Ergebnis: 3:2 n. V. (2:2, 2:1)     | | |           |
| Zuschauer: 800                     | | |           |
| Schiedsrichter: Ebel Bad Saulgau   | | |           |

## Weblink
- wuerttfv.de